# Mladen Kutjev
Mladen Kutjev, född 29 januari 1947 i Zgalevo, är en bulgarisk före detta tyngdlyftare.
Kutjev blev olympisk silvermedaljör i 67,5-kilosklassen i tyngdlyftning vid sommarspelen 1972 i München.